# Claude Arrieu

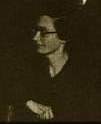
Claude Arrieu (1929)

Claude Arrieu (eigentlich Louise-Marie Simon; * 30. November 1903 in Paris; † 7. März 1990 ebenda) war eine französische Komponistin.

## Leben
Arrieu, 1903 in der französischen Hauptstadt geboren, studierte am Pariser Konservatorium Klavier bei Marguerite Long, Komposition bei Paul Dukas und Jean Roger-Ducasse, Harmonielehre bei Noël Gallon sowie Kontrapunkt bei Georges Caussade. 1932 erhielt sie den 1er Prix de Composition. Neben ihrer Kompositionstätigkeit unterrichtete sie von 1929 bis 1933 und war von 1935 bis 1947 in vielfältiger Weise für den französischen Rundfunk tätig. Während der deutschen Besetzung Frankreichs verlor sie ab 1941 vorübergehend ihre Stellung dort. Sie war an der Entwicklung der Musique concrète beteiligt und schuf 1943/44 in Zusammenarbeit mit Pierre Schaeffer die Musik zur experimentellen Radiokomposition La Coquille à Planètes. Ab 1947 war sie als freischaffende Komponistin tätig. 1949 gewann ihre Rundfunkmusik Frédéric Général den Prix Italia.

## Schaffen
Arrieu schrieb rund 400 Werke für nahezu alle musikalischen Gattungen, darunter auch rund 30 Filmmusik- und 40 Rundfunkpartituren. Ihre Opern, meist Opéras bouffes wie Cadet-Roussel  und La princesse de Babylone, sind dramatisch und komisch zugleich. Ihre Kompositionen werden – ebenso wie die Werke Strawinskis – dem Pariser Neoklassizismus des 20. Jahrhunderts zugerechnet. Rhythmisch-metrischen Aspekten gilt ihr Hauptaugenmerk, in der Harmonik findet sie zu eigenständigen Lösungen. Mit den neuen Techniken der elektronischen Musik hat sie sich in ihrer Zeit beim Rundfunk beschäftigt, sie haben in ihr Werk jedoch keinen Eingang gefunden.

## Auszeichnungen
- 1932: 1er Prix de Composition
- 1949: Prix Italia

## Werke (Auswahl)

### Opern
- Noé, 1931–1933
- Cadet-Roussel, 1932
- Les deux rendez-vous, 1948
- Le chapeau à musique, 1953
- La princesse de Babylone, 1953–1955
- La cabine téléphonique, 1958
- Cymbeline, 1958–1963
- Balthazar ou Le mort vivant, 1966
- Un clavier pour un autre, 1969/70

### Ballettmusik
- Fête galante, 1947
- La statue, 1968

### Orchesterwerke
- Je 1 Konzert für Klavier (1932), 2 Klaviere (1938), Flöte (1946), Trompete (1965), 2 Violinkonzerte (1938; 1949)

### Vokalmusik
- Mystère de noël; Oratorium, 1951
- Cantate des sept poèmes d'amour en guerre, 1944
- Les chansons bas für Gesang und Klavier nach Gedichten von Mallarmé, 1933
- Candide, musique radiophonique auf Texte von Jean Tardieu nach Voltaire, 1946

### Kammermusik
- Nocturne für Oboe und Klavier, 1976
- Trio für Oboe, Klarinette und Fagott, 1936
- Flötensonate, 1942
- Histoire de Paris für Streichquartett, Kontrabass und Schlagzeug, 1947
- Violinsonate, 1948
- Bläserquintett, 1952
- Suite en trio für Oboe, Klarinette und Fagott, 1955
- Klaviertrio, 1956/57
- Dixtuor für 2 Flöten (Piccolo), Oboe (Englischhorn), 2 Klarinetten, 2 Fagotte, Horn, Trompete, Posaune, 1967
- Suite en quatre für Flöte, Oboe, Klarinette und Fagott, 1980

## Anmerkung
1. ↑  Um 1927 nahm sie als Pseudonym den geschlechtsneutralen Vornamen Claude und den Nachnamen eines alten Freundes Arrieu an, um Vorurteilen gegenüber komponierenden Frauen entgegenzutreten.